# 法尔贝格
法尔贝格是德国下萨克森州的一个市镇。总面积18.00平方公里，总人口781人，其中男性400人，女性381人（2011年12月31日），人口密度43人/平方公里。